# Колгерла
Колгерла (енгл. Call girl — „девојка на позив”) јест проститутка с којом се телефонски уговара састанак. Колгерле обично не раде у јавним кућама иако могу да раде у агенцији за пословну пратњу. Неретко рекламирају своје услуге малим огласима у часописима и на интернету, а њихове услуге може да промовише и посредни оглашавач, као што је агенција пословне пратње, иакrо, ређе, девојке клијент може да покупи колима.
Реч је настала од енглеског израза call girl.